# Brubaker
Brubaker (Brasil: Brubaker / Portugal: As Grades do Inferno) é um filme norte-americano de 1980, do gênero drama, dirigido por Stuart Rosenberg  e estrelado por Robert Redford e Yaphet Kotto.
De produção complicada, em que o diretor original, Bob Rafelson, foi substituído por Stuart Rosenberg, Brubaker é um filme que denuncia o arcaico sistema prisional do estado de Arkansas.

## Sinopse
Henry Brubaker, o novo diretor de uma prisão no Sul dos Estados Unidos, chega disfarçado de prisioneiro para ver como as coisas funcionam "de dentro". Seu objetivo é reformar uma instituição onde predomina a corrupção, o que o leva a fazer vários amigos, mas também a ganhar a desconfiança daqueles que não creem que seus atos resultarão em melhorias duradouras. Com a ajuda de Lillian Gray, assistente do governador, ele põe fim à rotina de prisioneiros trabalharem como escravos para os habitantes da cidade, consegue comida digna sem se valer de propinas etc.
Quando parte, Brubaker leva consigo o respeito até do mais brutal dos criminosos.

## Principais premiações
| Patrocinador                                  | Prêmio | Categoria               | Situação |
| --------------------------------------------- | ------ | ----------------------- | -------- |
| Academia de Artes e Ciências Cinematográficas | Oscar  | Melhor Roteiro Original | Indicado |

## Elenco
| Ator/Atriz      | Personagem       |
| --------------- | ---------------- |
| Robert Redford  | Henry Brubaker   |
| Yaphet Kotto    | Dickie Coombes   |
| Jane Alexander  | Lillian Gray     |
| Murray Hamilton | John Deach       |
| David Keith     | Larry Lee Bullen |
| Morgan Freeman  | Walter           |
| Matt Clark      | Roy Purcell      |
| Tim McIntire    | Huey Rauch       |
| Richard Ward    | Abraham Cook     |
| Jon Van Ness    | Zaranska         |
| M. Emmet Walsh  | Woody Woodward   |
| Albert Salmi    | Rory Poke        |
| Linda Haynes    | Carol            |
| Everett McGill  | Eddie Caldwell   |
| Val Avery       | Wendell          |